# Vahid Aziz
Pour les articles homonymes, voir Aziz.
 (mai 2024).
La mise en forme du texte ne suit pas les recommandations de Wikipédia : il faut le « wikifier ».
Les points d'amélioration suivants sont les cas les plus fréquents :
- Les titres sont pré-formatés par le logiciel. Ils ne sont ni en capitales, ni en gras.
- Le texte ne doit pas être écrit en capitales (les noms de famille non plus), ni en gras, ni en italique, ni en « petit »…
- Le gras n'est utilisé que pour surligner le titre de l'article dans l'introduction, une seule fois.
- L'italique est rarement utilisé : mots en langue étrangère, titres d'œuvres, noms de bateaux, etc.
- Les citations ne sont pas en italique mais en corps de texte normal. Elles sont entourées par des guillemets français : « et ».
- Les listes à puces sont à éviter, des paragraphes rédigés étant largement préférés. Les tableaux sont à réserver à la présentation de données structurées (résultats, etc.).
- Les appels de note de bas de page (petits chiffres en exposant, introduits par l'outil «  Source ») sont à placer entre la fin de phrase et le point final[comme ça].
- Les liens internes (vers d'autres articles de Wikipédia) sont à choisir avec parcimonie. Créez des liens vers des articles approfondissant le sujet. Les termes génériques sans rapport avec le sujet sont à éviter, ainsi que les répétitions de liens vers un même terme.
- Les liens externes sont à placer uniquement dans une section « Liens externes », à la fin de l'article. Ces liens sont à choisir avec parcimonie suivant les règles définies. Si un lien sert de source à l'article, son insertion dans le texte est à faire par les notes de bas de page.
- La présentation des références doit suivre les conventions bibliographiques. Il est recommandé d'utiliser les modèles {{Ouvrage}}, {{Chapitre}}, {{Article}}, {{Lien web}} et/ou {{Bibliographie}}. Le mode d'édition visuel peut mettre en forme automatiquement les références.
- Insérer une infobox (cadre d'informations à droite) n'est pas obligatoire pour parachever la mise en page.

Pour une aide détaillée, merci de consulter Aide:Wikification.
Si vous pensez que ces points ont été résolus, vous pouvez retirer ce bandeau et améliorer la mise en forme d'un autre article.
 (mai 2024).
Vahid Aziz  (en azéri : Vahid Əziz oğlu Cəfərov; né le 23 novembre 1945 à Herher dans le district de Pashaly en Arménie) est un traducteur, Poète du peuple de la République d'Azerbaïdjan (2019), membre de l'Union des écrivains d'Azerbaïdjan (1978).

## Biographie
En 1971 Vahid Əziz est Diplômé de l'Institut polytechnique d'Azerbaïdjan 
Il débute sa création littéraire en 1967 avec la publication de son premier poème dans le journal Littérature et Art.
1971-1976: Correspondant à l’Agence de presse, 
1976-1982 : instructeur au département de la propagande et de l'agitation du Comité du Parti de la ville de Bakou, instructeur au Comité central du Parti communiste d'Azerbaïdjan, 
1982 –1989: chef du département de presse, 
1989-1991: vice-président du Comité d'État de la presse d'Azerbaïdjan.
1991-1997 : secrétaire du conseil d'administration de l'Union des écrivains d'Azerbaïdjan.
Il est le chef du Département de la publicité et de l'urbanisme du Pouvoir exécutif de la ville de Bakou, au Département de contrôle de la rédaction des publicités en langue azerbaïdjanaise.

## Activité littéraire
La publication du journal littéraire et publicistique Oguz eli a reçu une grande aide de la part de Vahid Aziz. En 1991 il dirige le siège du comité d'organisation du congrès international d'affaires tenu à Bakou. Il fonde la société Ergün et la maison d'édition du même nom, qui publie des dictionnaires, des ouvrages d'économistes européens et américains modernes largement diffusés"Şair Vahid Əziz professorlar qarşısında".
Plus de 200 articles journalistiques et interviews sont publiés. Il interprète de temps en temps de nouveaux poèmes. Un disque de chansons composées sur ses paroles est sorti. Je ne peux pas le supporter (1997) est un recueil de poèmes qui sont bien accueillis. Il est également engagé dans la traduction littéraire. Plus de 40 chansons ont été composées sur ses textes.
Il reçoit l'insigne commémoratif 880{{}}e anniversaire de Nizami Gandjavi (1141-2021) établi par le Ministère de la Culture.